# Kilporing
Kilporing (Skeletocutis kuehneri) är en svampart som beskrevs av A. David 1982. Kilporing ingår i släktet Skeletocutis och familjen Polyporaceae.  Arten är reproducerande i Sverige. Inga underarter finns listade i Catalogue of Life.